# Ventura Blanco Encalada
Ventura Blanco Encalada (Chuquisaca c. 14 de julio de 1782 - Santiago; 13 de junio de 1856) fue un político y militar chileno, que se desempeñó como ministro de Estado de su país.

## Biografía
Nacido en Chuquisaca (Virreinato del Río de la Plata, Imperio español), hijo de Manuel Lorenzo Blanco Cicerón y de Mercedes Calvo de Encalada y Recabarren. Fue enviado a estudiar a España, logrando una carrera militar, como Guardia de Corps y Teniente del Regimiento de Dragones de Sangunto. 
Posteriormente se traspasó al bando de José Bonaparte y se dirigió a Francia. Regresaría a Buenos Aires en 1816, pasando luego la cordillera y dirigiéndose a Chile  en 1820, donde su hermano Manuel había jugado un papel importante en el proceso de independencia, para luego convertirse en el primer presidente de Chile.
Ejerció como ministro del Interior y Relaciones Exteriores en 1826 y de Hacienda en 1827-1828, además de otros cargos políticos.
Posteriormente se retiraría de la política para ejercer la docencia en la Universidad de Chile, en donde llegó a ser decano de la Facultad de Humanidades.